# Taixi (Yunlin)
Taixi, auch Taihsi (chinesisch 臺西鄉, Pinyin Táixī xiāng, taiwanisch: Tâi-se-hiong) ist eine Landgemeinde des Landkreises Yunlin in der Republik China (Taiwan).

## Lage und Beschreibung

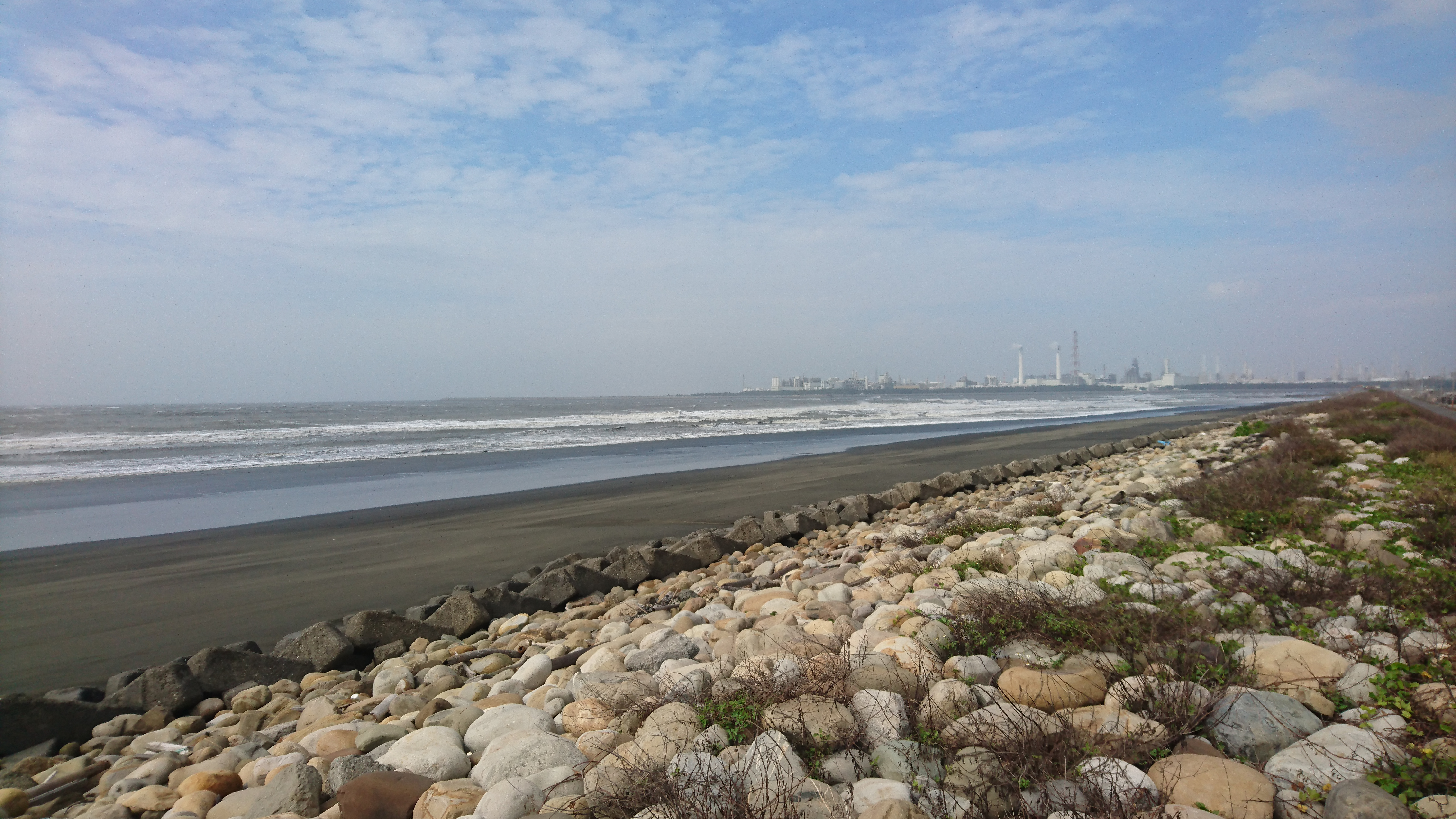
Küstenblick in Taixi

Taixi liegt an der Westküste des Landkreises Yunlin. Seine Nachbargemeinden sind Mailiao im Norden, Dongshi im Osten und Sihu im Süden. Im Westen grenzt die Gemeinde an die Taiwanstraße. Taixis Nord- und Südgrenze bilden die Flüsse Xinhuwei (新虎尾溪) bzw. Jiuhuwei (舊虎尾溪). Geologisch liegt Taixi in der Schwemmebene des weiter närdlich verlaufenden Flusses Zhuoshui.
Taixi verzeichnet seit langem einen deutlichen Bevölkerungsrückgang. Zwischen 1981 (über 35.000 Einwohner) und 2024 (über 21.000) sank die Einwohnerzahl um etwa ein Drittel.

## Geschichte
Taixis früher Name war Haikou (海口, „Hafen“). Durch den Hafen und die Lage an ins Landesinnere führenden, damals schiffbaren Flüssen erlangte der Ort im Handelsverkehr mit dem chinesischen Festland einige Bedeutung. Die Bedeutung erlosch während der zweiten Hälfte des 19. Jahrhunderts, als Flüsse und Hafen zunehmend versandeten.
Zur Zeit der japanischen Herrschaft über Taiwan wurde Haikou 1920 als Landgemeinde etabliert. Nach der Übernahme Taiwans durch die Republik China wurde der Ortsname 1946 in Taixi („Im Westen Taiwans“) geändert, um eine behördlich empfundene Lücke in der Gruppe nach Himmelsrichtungen benannter Ortsnamen (Taipeh, Taichung, Taitung, Tainan, d. h. „im Norden, in der Mitte, im Osten, im Süden Taiwans“) zu schließen. 1950 wurde der Ort in den neuen Landkreis Yunlin eingegliedert.

## Verkehr und Wirtschaft

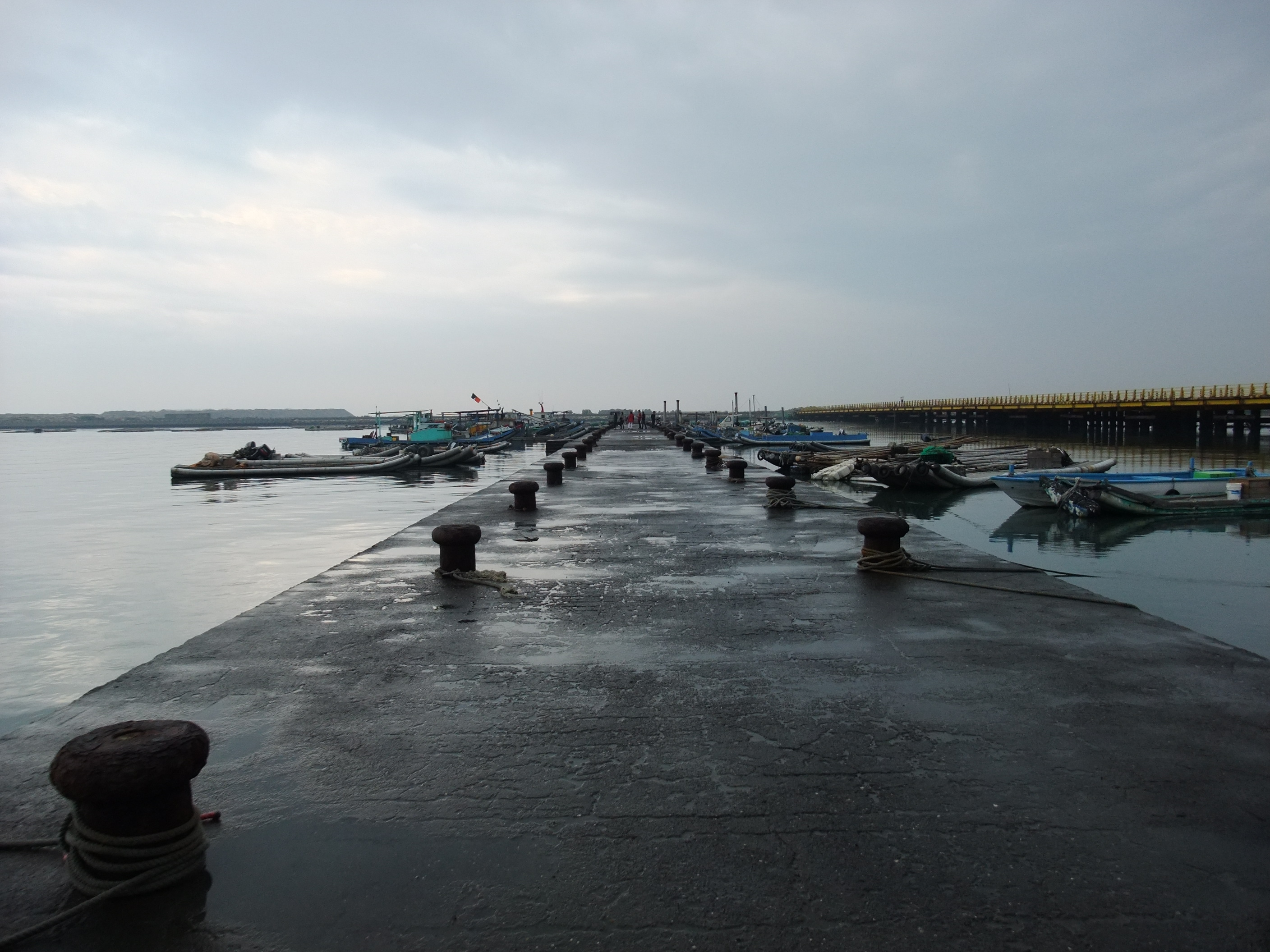
Fischerhafen in Taixi

Taixi wird von Nord nach Süd durch die Provinz-Schnellstraße 61 (Provinzstraße 17) durchquert, die entlang der Küste Nord- und Südtaiwan verbindet. Zudem beginnt in Taixi die Provinz-Schnellstraße 78, die den Landkreis Yunlin von West nach Ost durchläuft. Der Öffentliche Nahverkehr besteht aus Buslinien.
An und vor der Küste Taixis werden Fischerei und Aquakultur, u. a. umfangreiche Austernzucht betrieben. Weitere Meeresfrüchte umfassen Muscheln (Meretrix lusoria), Aale, Garnelen (darunter besonders Schwarze Tigergarnelen) und Milchfische. Im landwirtschaftlichen Bereich gehören Reis, Wassermelonen, Erdnüsse, Knoblauch, Zwiebeln, Winterzwiebeln und Rettich zu den wichtigen lokalen Erzeugnissen.

## Kultur und Sehenswürdigkeiten

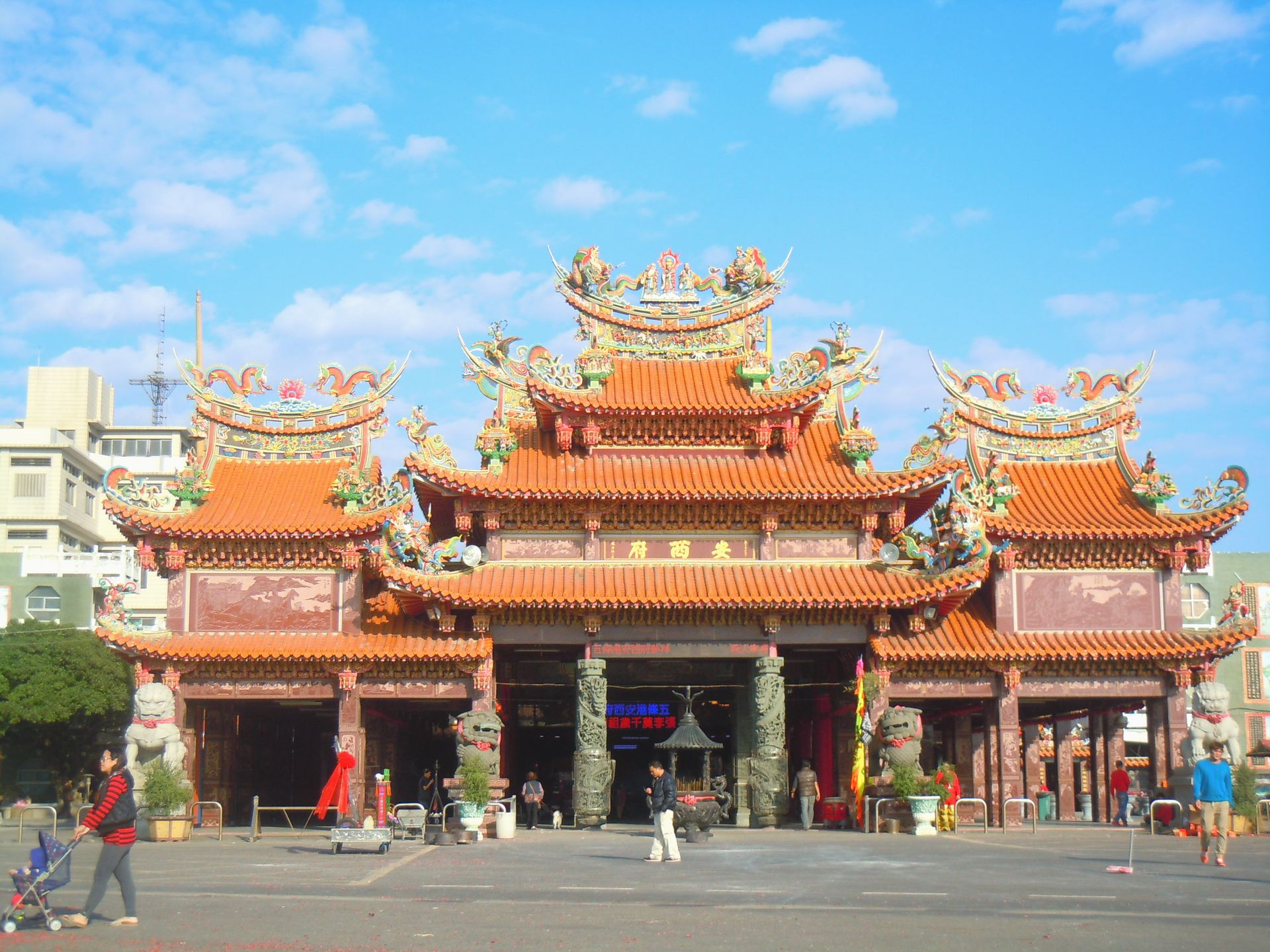
Der Anxi Fu

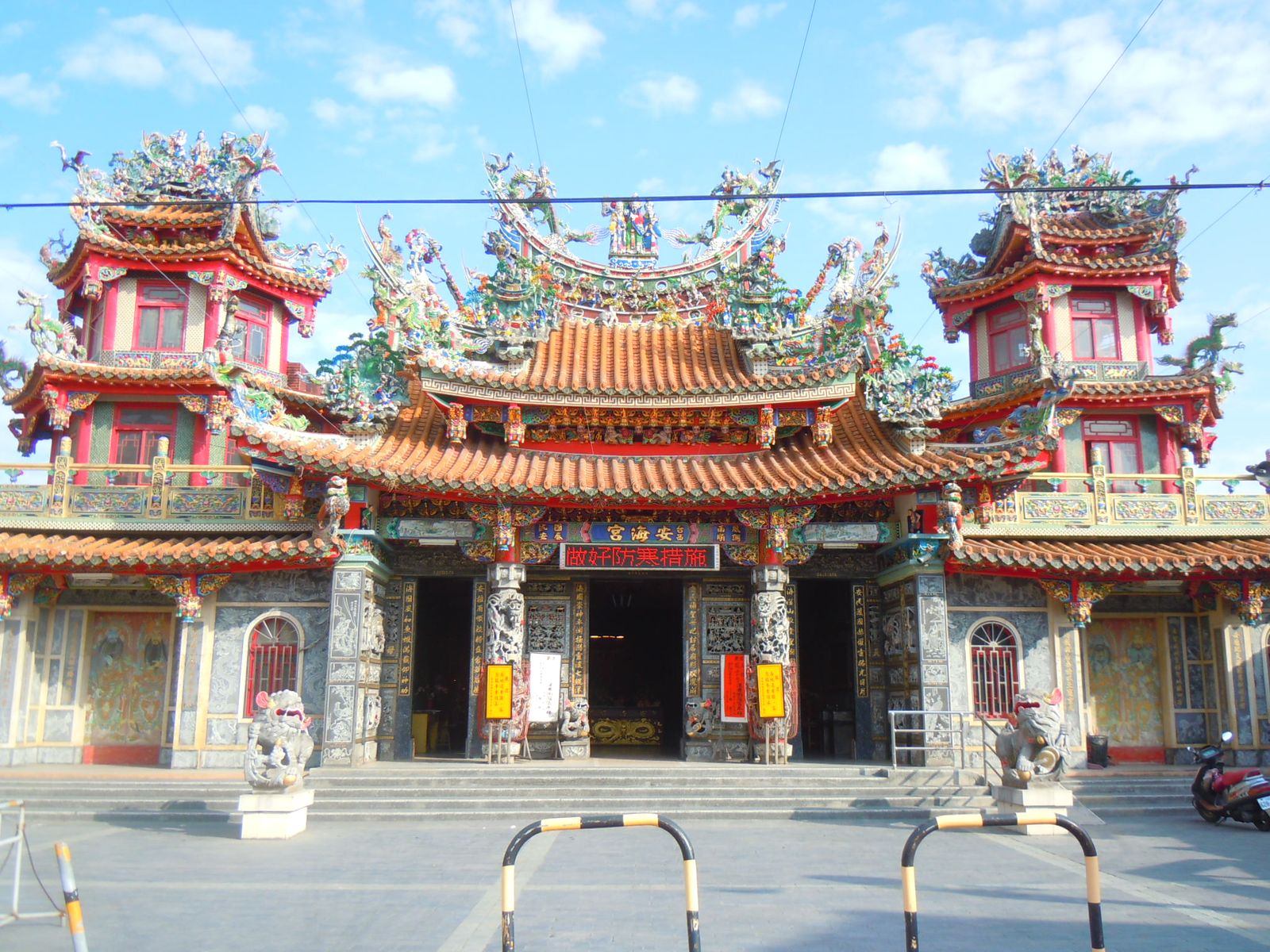
Der Anhai Gong

Taixi weist eine Reihe daoistischer und buddhistischer Tempel sowie christliche Gemeinden auf. Ein zentrales Heiligtum ist der 1795 gegründete Anxi Fu (安西府) im Dorf Wutiaogang, der drei Göttern namens Zhang, Li und Mo sowie zahlreichen weiteren Gottheiten gewidmet ist. Von Bedeutung ist auch der Mazu-Tempel Anhai Gong (安海宮) aus dem Jahr 1913, der ein Ableger des Tianhou Gong auf der vor Fujian liegenden Insel  Meizhou ist.
Die Küste Taixis besteht zu weiten Teilen aus Watt und Feuchtgebieten, wo man zahlreiche Tiere beobachten kann. Vor allem der Seidenreiher ist hier häufig. Daneben gibt es Graureiher, Nachtreiher, Regenpfeifer und watt-typische Tiere wie Winterkrabben, Schlammspringer und Landasseln.
Um den Fremdenverkehr anzukurbeln, richtete die Gemeinde im Jahr 1986 den Taixi Seaside Park (臺西海園 Taixi Haiyuan) ein, der nach anfänglichem Erfolg durch Probleme bei der Geländegestaltung und Pflege nach und nach verfiel und 2022 von der Gemeindeverwaltung aufgelöst wurde.